# Heliamphora ceracea
Heliamphora ceracea este o specie de plante carnivore din genul Heliamphora, familia Sarraceniaceae, ordinul Ericales, descrisă de Nerz, Wistuba, Grantsau, Rivadavia, A.Fleischm. și Amp; S.Mcpherson. Conform Catalogue of Life specia Heliamphora ceracea nu are subspecii cunoscute.